# HD 16175
Buna eller HD 16175 är en ensam stjärna belägen i den mellersta delen av stjärnbilden Andromeda. Den har en skenbar magnitud av ca 7,28 och kräver åtminstone en stark handkikare eller ett mindre teleskop för att kunna observeras. Baserat på parallax enligt Gaia Data Release 2 på ca 16,7 mas, beräknas den befinna sig på ett avstånd på ca 196 ljusår (ca 60 parsek) från solen. Den rör sig bort från solen med en heliocentrisk radialhastighet på ca 22 km/s.

## Nomenklatur
HD 16175 fick på förslag av Etiopien namnet Buna i NameExoWorlds-kampanjen som 2019 anordnades av International Astronomical Union. Buna är en vanlig benämning på kaffe i Etiopien.

## Egenskaper
HD 16175 är en gul till vit underjättestjärna av spektralklass F8 IV. Den har en massa som är ca 1,3 solmassor, en radie som är ca 1,7 solradier och har ca 3,3 gånger solens utstrålning av energi från dess fotosfär vid en genomsnittlig effektiv temperatur av ca 6 000 K.

## Planetsystem
År 2009 publicerades upptäckten av en exoplanet av the Publications of the Astronomical Society of the Pacific.
| Planet | Massa           | Halv storaxel (AE) | Siderisk omloppstid (d) | Excentricitet | Inklination | Radie |
| ------ | --------------- | ------------------ | ----------------------- | ------------- | ----------- | ----- |
| b      | ≥4,77 ± 0,37 MJ | 2,148 ± 0,076      | 995,4 ± 2,8             | 0,637 ± 0,020 | -           | -     |